# Отверженные (Коты-Воители)
«Отверженные» — третья книга серии Сила трёх. Она была издана в апреле 2008 года, а в России вышла в январе 2009 года.

## Сюжет
Жизнь в Грозовом племени идет своим чередом. У Ромашки родились котята Попрыгуша и Шиповничек; Ягодка, Орешинка и Мышонок готовятся стать воинами, Воробушек никак не может перестать думать о палке Утёса, а Львинолап продолжает тренироваться со Звездоцапом. Однажды к Грозовому племени приходят Ночь и Коготь из Клана Падающей Воды и просят помощи у воителей. Оказывается, в горы пришли бродяги, которые потеснили Клан Падающей Воды. Когда Ураган попытался организовать отпор чужакам и провалился, Камнесказ выгнал его из клана. Теперь Урагана и Речушку просят вернуться в горы, чтобы помочь клану. С ними отправляются Ежевика, Белка, Грач, Рыжинка, Львинолап, Остролапка, Воробушек и Ветерок. На пути коты встречают одиночку Пурди, который идет с ними некоторое время и спасает непослушных оруженосцев от собак.
В горах воители устанавливают границы территории клана и учат котов патрулировать границы. Оруженосцы учат Будущих боевым приемам. Воробушек тем временем беседует с Кланом Бесконечной Охоты. Во время патрулирования воители понимают, что миром решить проблему с бродягами не получится. Ясно, что за горы придется сражаться. Не все горные коты хотят этого, но желающих биться больше. Воители решают напасть на врага ночью, когда он спит в своих пещерах. Львинолап находит отверстие в горе, которое ведет в убежище бродяг. Оруженосцы и Будущие спускаются туда, пугают бродяг и выгоняют их наружу, где чужаков встречают отряды воителей и Клана Падающей Воды. Бродяги проигрывают битву и бегут. Львинолап понимает, что в битве его силы безграничны. После боя Воробушек рассказывает брату и сестре о пророчестве Трёх.

## Отзывы
Рецензент, пишущий для Children's Literature, раскритиковал книгу «Отверженные» за «подавляющую путаницу» персонажей и отсылки к прошлым событиям в серии, которые читатели, которые не читали более ранние книги серии, не поймут.

## Персонажи
Главные персонажи:
- Львинолап - оруженосец Грозового племени;
- Остролапка – оруженосец Грозового племени;
- Воробушек – ученик целителя Грозового племени.

Второстепенные персонажи:
- Ураган - воитель Грозового племени;
- Речушка - воительница Грозового племени;
- Грач - воитель племени Ветра;
- Ветерок - оруженосец племени Ветра;
- Рыжинка - королева племени Теней;
- Белка - воительница Грозового племени;
- Ежевика - глашатай Грозового племени.